# Іларієві
Іларієві (Ilariidae) — родина сумчастих, яка містить два роди викопних тварин, обидва належать до пізнього олігоцену. Краще вивченим родом є Іларія (Ilaria) з видами представленими частковим черепом і зачерепним матеріалом. Взаємозв'язки родини із іншими членами вомбатовидих є непевними. Це були від середнього до великого розмірів травоїдні тварини.